# Élections législatives cubaines de 2018
Les élections législatives cubaines de 2018 ont lieu le 11 mars 2018 afin de renouveler pour cinq ans l'ensemble des sièges de l'Assemblée nationale du pouvoir populaire de Cuba, à l'échéance de la législature entamée à la suite des élections de 2013.
Seul en lice avec ses candidats apparentés, le Parti communiste de Cuba (PCC) remporte la totalité des sièges à pourvoir, en amont de l'élection présidentielle de 2019.

## Contexte
En tant que régime à parti unique, Cuba n'est généralement pas considéré comme une démocratie. Freedom House résume ainsi la situation dans le pays début 2018 : « Cuba est un pays communiste à parti unique qui interdit le pluralisme politique et les médias indépendants, réprime ses opposants et limite sévèrement les libertés de la presse, de réunion, d'expression et d'association. »
Les élections de 2018 sont les premières depuis la mort en 2016 du dirigeant historique de la révolution cubaine, Fidel Castro. Son frère, le président Raúl Castro, annonce ne pas briguer un nouveau mandat en 2018. À l'issue des élections, un nouveau chef de l'État doit ainsi être élu.
La nouvelle Assemblée doit également élire les membres du Conseil d'État, et en nomme le président, qui exerce les fonctions de chef d'État et de gouvernement. Habituellement organisées en février, les législatives sont décalées d'un mois à la suite des dégâts provoqués dans l'île par le passage de l'ouragan Irma en septembre de l'année précédente.

## Système électoral
Le modèle politique cubain repose sur un système à parti unique. Il n'est pas nécessaire d'être membre du Parti communiste cubain pour se présenter aux élections, mais les opposants sont écartés par le système de sélection des candidats placé sous l'égide du parti. Les citoyens au niveau de la commune se réunissent avant l'élection pour proposer plusieurs candidats, représentant la moitié du total de candidats pré-déterminé. L'autre moitié de candidats est proposée par des assemblées de représentants des mouvements et syndicats des travailleurs, de la jeunesse, des femmes, des étudiants et des paysans, ainsi que de membres des Comités de défense de la révolution. La Commission nationale des candidatures examine les propositions et retient, dans la liste, autant de candidats qu'il y a de sièges à pourvoir, soit entre un et huit par circonscription). La sélection s'opère sur la base de critères comme le mérite, le patriotisme, les valeurs morales et le passé révolutionnaire.
L'Assemblée nationale du pouvoir populaire est composée de 605 sièges pourvus pour cinq ans au scrutin de liste majoritaire avec listes ouvertes et vote préférentiel. Le pays est subdivisé en circonscriptions électorales de un à huit sièges, le vote prenant la forme d'un scrutin uninominal majoritaire à un tour dans les circonscriptions d'un seul siège. Sont élus les candidats remportant la majorité absolue des voix dans leur circonscription. En pratique, les électeurs votent à bulletin secret soit pour l'ensemble des candidats de la liste présentée dans leur circonscription, soit pour certains d'entre eux, soit laissent leur bulletin blanc, sans possibilité de voter contre les candidats. En théorie, si aucun candidat ne recueille la majorité absolue dans une circonscription, le ou les sièges restent vacants à moins que le Conseil d’État n'ordonne la tenue d'un second tour dans cette circonscription. Depuis la mise en place de l'Assemblée nationale du pouvoir populaire, aucun candidat n'a jamais perdu une élection,,.
Le droit de vote s'obtient à seize ans, mais les candidats doivent avoir au moins dix-huit ans. Par tradition, les urnes électorales sont « gardées » par des enfants et des adolescents le jour de l'élection, les associant ainsi au scrutin bien qu'ils ne puissent pas voter. Il n'y a pas de campagne électorale. Des informations biographiques relatives à chaque candidat sont affichées en public par les autorités. Après l'élection, chaque député est censé rendre compte de ses activités à ses électeurs, qui peuvent en principe le démettre de ses fonctions en cours de mandat.

## Candidats pressentis
Dès 2013, le vice-président Miguel Díaz-Canel est perçu comme le probable prochain président, auquel Raúl Castro souhaiterait confier sa succession,.

## Résultats
|                                      |                                      |                             |           |       |        |     |  |  |  |
| Parti                                | Parti                                | Parti                       | Voix      | %     | Sièges | +/- |  |  |  |
|                                      |                                      | Votes pour la liste entière | 5 620 713 | 80,44 | 605    | 7   |  |  |  |
|                                      | Votes préférentiels                  | 1 366 328                   | 16,56     |       | 605    | 7   |  |  |  |
| Total Parti communiste et apparentés | Total Parti communiste et apparentés | 6 987 041                   | 100       |       | 605    | 7   |  |  |  |
|                                      |                                      |                             |           |       |        |     |  |  |  |
| Votes valides                        | Votes valides                        | Votes valides               | 6 987 041 | 94,42 |        |     |  |  |  |
| Votes blancs                         | Votes blancs                         | Votes blancs                | 319 956   | 4,32  |        |     |  |  |  |
| Votes nuls                           | Votes nuls                           | Votes nuls                  | 92 894    | 1,26  |        |     |  |  |  |
| Total                                | Total                                | Total                       | 7 399 891 | 100   | 605    | 7   |  |  |  |
| Abstentions                          | Abstentions                          | Abstentions                 | 1 240 098 | 14,35 |        |     |  |  |  |
| Inscrits / participation             | Inscrits / participation             | Inscrits / participation    | 8 639 989 | 85,65 |        |     |  |  |  |

## Analyse et conséquences
Le taux de participation est de 82,9 %. 94,4 % des votants déposent un bulletin favorable à au moins l'un des candidats de leur circonscription. 4,3 % des votants n'approuvent aucun des candidats qui leur sont proposés, et 1,3 % déposent un bulletin nul. L'ensemble des 605 candidats sont déclarés élus.
Le 19 avril, la nouvelle Assemblée élit effectivement Miguel Díaz-Canel, seul candidat, à la tête du Conseil d'État et du Conseil des ministres, faisant de lui le chef de l'État et du gouvernement. Il est élu à l'unanimité des députés, moins une voix, à bulletin secret, et entre en fonction immédiatement. L'année suivante, Miguel Díaz-Canel est élu par l'assemblée au poste de président de la république de Cuba, à la suite de l'adoption par référendum d'une nouvelle constitution.